# Horomair
Horomair (en armeni: Հոռոմայր) és un monestir armeni situat a Lorí, al poble d'Odzun. Dividit en dos grups de monestirs, data del segle XII i XIII.
Aquest monestir és de difícil accés.

## Situació geogràfica
Horomair es troba en un congost de la vall del Debed, a 1 km  al sud d'Odzun, al districte de Lorí, al nord d'Armènia. La seua ubicació en dificulta l'accés.
Històricament, Horomair es troba a la província de Gugarq, una de les quinze províncies de l'Armènia històrica segons el geògraf del segle VII Ananies de Xirak.

## Història
El monestir data dels segles XII i XIII. l'església de Saint-Signe fou construïda sota els prínceps Zakarê i Ivanê zacàrides el 1187, mentre que els altres edificis s'alçaren sota l'abat Samuel cap al 1206.

## Edificis
Horomair es divideix en el monestir superior i l'inferior.
El monestir inferior comprén l'església principal, Sourp Nshan ('Signe Sant'), així com el gavit (nàrtex), de forma quadrangular, la coberta del qual està sostinguda per dos parells d'arcs recolzats sobre suports enganxats i encreuats en diagonal.

## Fotos

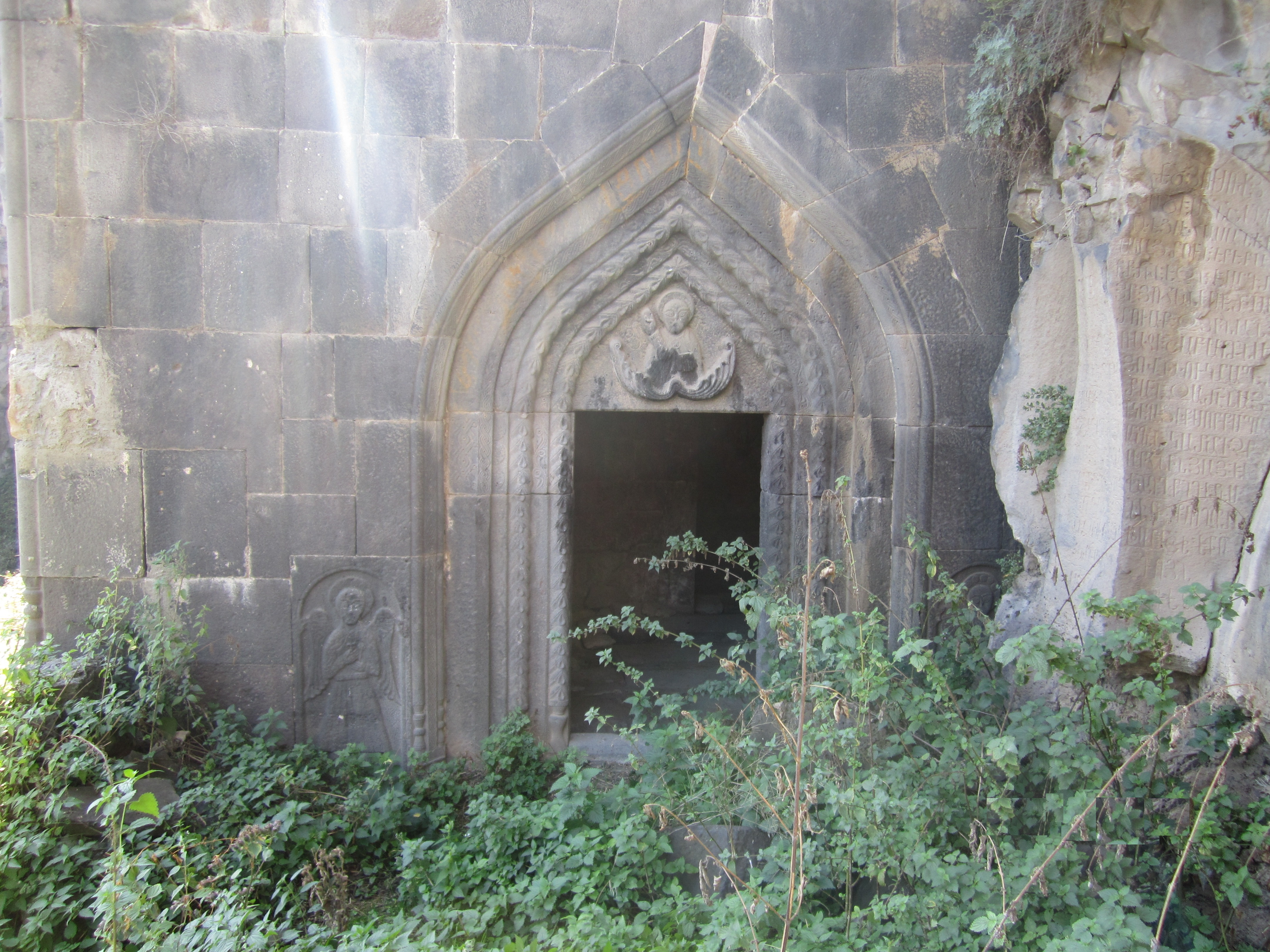
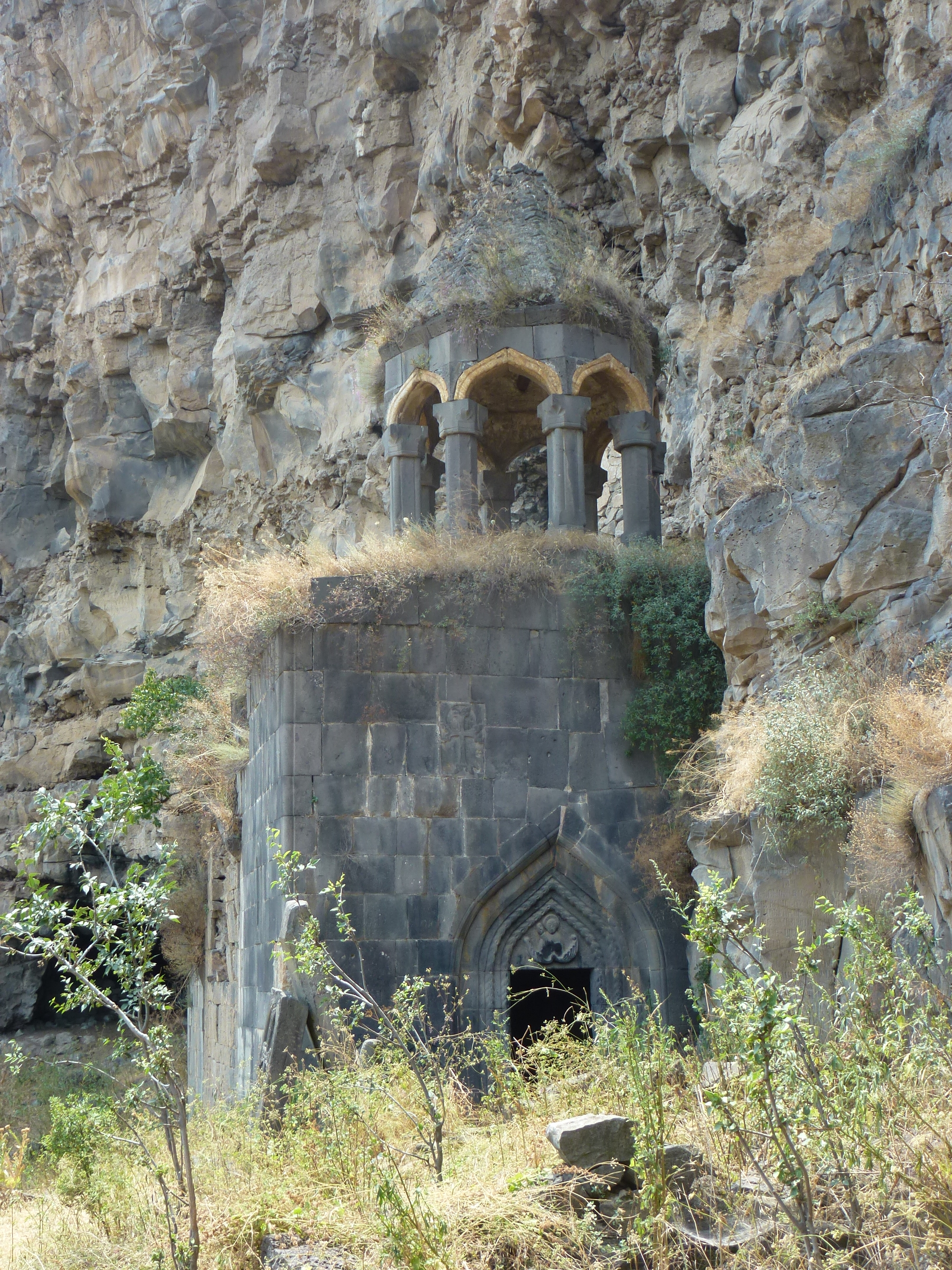